# Ctenitis aspidioides
Ctenitis aspidioides är en träjonväxtart som först beskrevs av Presl, och fick sitt nu gällande namn av Edwin Bingham Copeland. Ctenitis aspidioides ingår i släktet Ctenitis och familjen Dryopteridaceae. Inga underarter finns listade.